# Ibá de Oxum

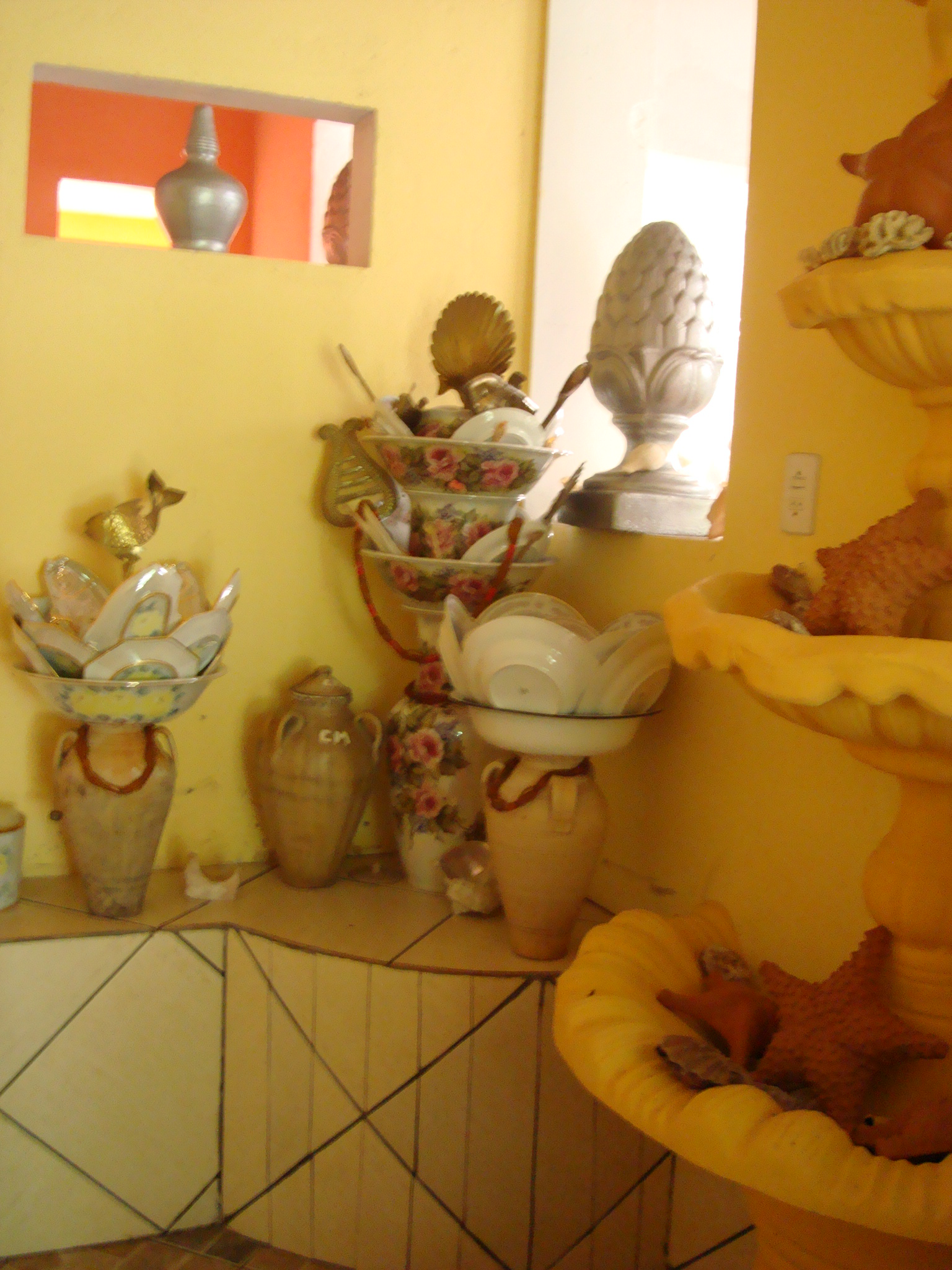
Assentamentos de Oxum candomblé

Ibá de Oxum (em iorubá: Igbá Oṣun) ou assentamento de Oxum como é chamado popularmente pelo povo de santo, são construídos com materiais de porcelana ou louça de cores variada, mas sempre com detalhes na cor amarela e dourada, simbolizando sua ligação e domínio com a gema do ovo. Geralmente no centro da terrina sai uma haste com um abebé ou um peixe dourado na ponta, construído de metal amarelo, chamado de ferramenta de oxum.

## Confecção
Dentro de uma terrina de porcelana ou louça são dispostos vários apetrechos, são encontrados uma média de oito (8) ou dezesseis (16) búzios, cinco (5) pequenas bolas de ouro e cobre, obis, moedas de cobre e ouro, confirmando sua ligação com o odu oxê, e o sagrado apetrecho mais importante de todos os orixás, o otá, tudo isso conservado com manteiga de carité chamado de ori ou limo da costa, azeite doce em alguns tipos de oxum azeite de dendê e mel de abelha.
A terrina é colocada no centro de uma bacia, também de porcelana, sobre dois (2) pratos que servirá de apoio e mais oito devidamente equilibrados simbolizando os pontos cardeais e pontos colaterais, ornados com búzios de praia, colares de ouro, colheres douradas e muitas joias a depender da posse do iniciado. Tudo colocado cuidadosamente sobre uma talha de barro ou porcelana cheia de água, geralmente com muito perfume, chamada pelo povo de santo de água de cheiro.